# Diocesi di Lodi
La diocesi di Lodi (in latino Dioecesis Laudensis) è una sede della Chiesa cattolica in Italia suffraganea dell'arcidiocesi di Milano appartenente alla regione ecclesiastica Lombardia. Nel 2023 contava 268.941 battezzati su 284.645 abitanti. È retta dal vescovo Maurizio Malvestiti.

## Territorio
La diocesi comprende l'intera provincia di Lodi con i suoi 60 comuni, e porzioni minori di tre province contigue:
- nella provincia di Milano i comuni di Cerro al Lambro, Colturano, Dresano, Paullo, San Zenone al Lambro, San Colombano al Lambro e Tribiano;[3]
- nella provincia di Cremona i comuni di Dovera, Spino d'Adda e le frazioni Nosadello e Gradella nel comune di Pandino;[4]
- nella provincia di Pavia il comune di Miradolo Terme.[5]

Sede vescovile è la città di Lodi, dove si trova la basilica cattedrale di Santa Maria Assunta. A Sant'Angelo Lodigiano sorge la basilica minore di Sant'Antonio Abate e Santa Francesca Cabrini, mentre a Lodi Vecchio è situata la basilica dei XII Apostoli.
Il territorio è suddiviso in 123 parrocchie, raggruppate in 6 vicariati: Lodi, Lodi Vecchio-San Martino in Strada, Casalpusterlengo, Codogno, Sant'Angelo Lodigiano, Paullo-Spino d'Adda.

## Storia
La prima attestazione dell'esistenza di una comunità cristiana a Lodi risale al IV secolo, quando, attorno agli anni 304-305, vennero martirizzati a Laus Pompeia (odierna Lodi Vecchio) i santi martiri Vittore, Nabore e Felice, che hanno dato lo slancio vitale alla cristianizzazione della città. Tradizionalmente si attribuisce la fondazione della diocesi a san Bassiano, patrono principale della diocesi e vescovo di Lodi dal 374 al 409. Fin dall'origine è stata suffraganea dell'arcidiocesi di Milano.
La chiesa con la più antica data di consacrazione è la basilica dei XII Apostoli di Lodi Vecchio consacrata da Bassiano, Ambrogio di Milano e Felice di Como nel 378. La decana delle chiese parrocchiali della diocesi di Lodi per data di consacrazione è la prepositurale della Natività della Beata Vergine Maria in Castelnuovo Bocca d'Adda (consacrata dal vescovo Carlo Pallavicino il 14 luglio 1471), la vice-decana è la chiesa arcipretale dei santi Nicolò ed Angelo di Villanova del Sillaro (consacrata dallo stesso Pallavicino nel 1496).
Dopo la distruzione della città romana di Laus Pompeia ad opera dei Milanesi, la città venne rifondata nel luogo attuale dall'imperatore Federico Barbarossa il 3 agosto 1158. Il secondo vescovo della Lodi nuova fu sant'Alberto Quadrelli (patrono secondario della diocesi, festeggiato il 4 luglio). La continuità tra le due sedi fu sancita dalla solenne traslazione della salma di san Bassiano, dalla basilica di Laus alla nuova cattedrale, il 4 novembre 1163.
Nel 1243 Lodi, passata alla fazione ghibellina, dovette subire l'interdetto e la soppressione della sede vescovile, che fu poi ristabilita nel 1252.
È del 1298 il primo documento in cui il vescovo di Lodi Bernardo Talenti si intitola anche conte. Risale al suo episcopato la leggenda di un drago (Tarantasio) che con il suo pestilenziale fetore uccideva gli uomini; il fatto si riferisce forse alla malaria sviluppatasi in alcune terre a seguito di un'inondazione. In ogni caso, per debellare la calamità i lodigiani pronunciarono e poi mantennero un voto, impegnandosi a costruire la chiesa di San Cristoforo.
Il successore di Bernardo Talenti, Egidio Dell'Acqua, ottenne per sé e per i suoi successori nuovi feudi e terreni dall'imperatore Enrico VII. Dopo la sua morte le fazioni guelfa e ghibellina interne al capitolo elessero due candidati contrapposti, ma nessuno dei due ottenne la conferma pontificia. Per risolvere la controversia papa Giovanni XXII nominò il successore dopo cinque anni di sede vacante.
In epoca tridentina, grande impulso al rinnovamento della diocesi fu dato da san Carlo Borromeo, il cui influsso sulla diocesi di Lodi fu più decisivo che altrove. Indisse una visita pastorale della diocesi che durò quattro anni, convocò il sinodo diocesano che emanò 104 articoli di obblighi e di prescrizioni, dall'obbligo di residenza a quello di tenere i registri di battesimi, morti e matrimoni. Sulla scia dei decreti tridentini, fu istituito il seminario, iniziato nel 1571 ed inaugurato nel 1575 dal vescovo Antonio Scarampi.
Nel 1579 Lodi cedette una porzione di territorio a vantaggio dell'erezione della diocesi di Crema.
Il 16 febbraio 1820, in forza della bolla Paternae charitatis di papa Pio VII, furono rivisti i confini tra la diocesi di Lodi e quelle di Pavia e di Piacenza, con uno scambio reciproco di diverse parrocchie.
Tra le figure eminenti e sante della diocesi si possono ricordare Francesca Saverio Cabrini, patrona degli emigranti, san Gualtero (XIII secolo), i santi Giuliano, Ciriaco e Tiziano (primi vescovi di Laus), san Vincenzo Grossi, fondatore delle Figlie dell'Oratorio, la serva di Dio Antonia Maria Belloni (clarissa di Codogno, secoli XVII-XVIII), il venerabile padre Carlo d'Abbiategrasso (frate cappuccino al santuario della Madonna dei Cappuccini di Casalpusterlengo, secolo XIX), mons. Pietro Trabattoni (arciprete di Maleo di fine Ottocento) grande amico del futuro papa Giovanni XXIII, il beato don Carlo Gnocchi, don Luigi Savarè, don Giovanni Quaini.
Il 25 maggio 1964 la cattedrale di Santa Maria Assunta fu riconsacrata dal vescovo Tarcisio Vincenzo Benedetti dopo i restauri che l'hanno riportata all'originario aspetto romanico.
Il 23 maggio 1978 ha ricevuto dall'arcidiocesi di Milano il territorio di Riozzo, che contestualmente è passato dal rito ambrosiano a quello romano. Il 20 gennaio 1979 è avvenuto uno scambio di territori con la confinante diocesi di Pavia: la diocesi di Lodi ha acquisito le frazioni di Camporinaldo (comune di Miradolo Terme) e di Corte Sant'Andrea (comune di Senna Lodigiana), cedendo a Pavia parti dei comuni di Marzano e di Bascapè; in questo modo i confini fra le due diocesi sono venuti a coincidere con i confini comunali. Il 3 marzo 1989 ha acquisito dall'arcidiocesi di Milano le parrocchie di Colturano e Balbiano, che hanno mantenuto il rito ambrosiano.

## Cronotassi dei vescovi
Si omettono i periodi di sede vacante non superiori ai 2 anni o non storicamente accertati.
A causa della distruzione di Lodi Vecchio e della dispersione degli antichi documenti, la cronotassi dei primi secoli della diocesi è molto deficitaria.
- San Bassiano † (prima del 381 - dopo il 397)[11]
- San Giuliano †[12]
- San Ciriaco † (menzionato nel 451)
- San Tiziano † (474 - 1º maggio 476 deceduto)[13]
- Proietto † (563 o 566 - 575 o 578 deceduto)
- Donato † (prima del 679 - dopo il 680)
- Ippolito † (prima del 759 - dopo il 761)
- Eriberto o Erimperto † (prima dell'827 - dopo l'842)[14]
- Giacomo I † (menzionato nell'852)
- Uberto † (menzionato nell'856)[15]
- Ramberto o Raperto † (menzionato nell'864)
- Gerardo I † (prima dell'876 - dopo l'888)
- Amaione ? † (menzionato nell'892)
- Ildegardo † (prima dell'898 - dopo il 915)
- Zilio (Egidio) da Vignate ? † (menzionato nel 924)[16]
- Olgerio (o Ogglerio) † (X secolo)[17]
- Ambrogio I † (prima del 942 - dopo il 945 ?)[18]
- Aldegrauso o Aldergardo † (prima del 951 - dopo gennaio 970)
- Andrea † (prima di novembre 971 - dopo 1002)
- Notker (o Nokerio) † (prima metà dell'XI secolo)[19]
  - Olderico † (circa 1027) (vescovo eletto)[20]
- Ambrogio II † (circa 1027 - dopo il 1051)
- Obizzo (o Opizzone) † (prima del 1059 - dopo il 1083)[21]
- Fredenzone †
- Rainaldo †[22]
- Arderico da Vignate † (prima del 1105 - dopo ottobre 1127)
- Allone † (menzionato nel 1128 o 1130)
- Guido †[23]
- Giovanni I † (maggio 1135 - dopo aprile 1143)[24]
- Lanfranco † (prima di dicembre 1143 - 28 agosto 1158 deceduto)
- Alberico da Merlino † (1158 - 1168 deposto)[25]
- Sant'Alberto Quadrelli † (1168 - 4 luglio 1173 deceduto)
- Alberico dal Corno † (1173 - 4 luglio 1189 deceduto)
- Arderico di Sant'Agnese † (1189 - 1217 deceduto)
- Giacomo da Cerreto, O.Cist. † (1217 - 1217 deceduto)
- Ambrogio dal Corno † (1217 - dopo il 7 novembre 1218 deceduto)
- Ottobello (Soffientini?) † (1219 - 1243 deceduto)
  - Diocesi soppressa per veto papale (1243-1252)
- Bongiovanni Fissiraga † (9 gennaio 1252 - 8 ottobre 1289 deceduto)
- Raimondo Sommaria, O.P. † (17 dicembre 1289 - 1296 deceduto)
- Bernardo Talenti † (29 aprile 1296 - 15 giugno 1307 deceduto)
- Egidio Dell'Acqua † (15 luglio 1307 - aprile 1312 deceduto)
  - Sede vacante (1312-1318)
- Beato Leone Palatini, O.F.M. † (5 marzo 1318 - 16 marzo 1343 deceduto)
- Luca di Castello, O.F.M. † (31 marzo 1343 - dopo l'8 dicembre 1353 deceduto)
- Paolo Cadamosto † (7 febbraio 1354 - dicembre 1387 deceduto)
- Pietro della Scala † (12 novembre 1388 - 1392 deceduto)
- Bonifacio Bottigella, O.E.S.A. † (5 febbraio 1393 - 1404 deceduto)
  - Sede vacante (1404-1407)
- Giacomo Bellardi (o Arrigoni), O.P. † (26 febbraio 1407 - 10 gennaio 1418 nominato vescovo di Trieste)
  - Gerardo Landriani Capitani † (13 maggio 1418 - 15 marzo 1419 nominato vescovo) (amministratore apostolico)
- Gerardo Landriani Capitani † (15 marzo 1419 - 6 marzo 1437 nominato vescovo di Como)[26]
- Antonio Bernieri † (12 giugno 1437 - 29 maggio 1456 deceduto)
- Carlo Pallavicino † (21 giugno 1456 - 1º ottobre 1497 deceduto)
- Ottaviano Maria Sforza † (27 ottobre 1497 - 1499 dimesso)
  - Claudio di Seyssel † (13 agosto 1501 - 1512 dimesso) (amministratore apostolico)
- Ottaviano Maria Sforza † (1512 - 19 novembre 1519 nominato vescovo di Arezzo) (per la seconda volta)
- Gerolamo Sansoni † (19 novembre 1519 - 1536 deceduto)
- Giacomo Simonetta † (4 agosto 1536 - 20 giugno 1537 dimesso)
- Giovanni Simonetta † (20 giugno 1537 - 1557 dimesso)
- Gianantonio Capizucchi † (5 luglio 1557 - 28 gennaio 1569 deceduto)
- Antonio Scarampi † (9 marzo 1569 - 30 luglio 1576 deceduto)
- Girolamo Federici † (6 agosto 1576 - 6 novembre 1579 deceduto)
- Ludovico Taverna † (9 dicembre 1579 - 1616 dimesso)
- Michelangelo Seghizzi, O.P. † (13 giugno 1616 - 9 marzo 1625[27] deceduto)
- Clemente Gera † (21 maggio 1625 - 23 novembre 1643 deceduto)
- Pietro Vidoni † (13 luglio 1644 - 16 giugno 1669 dimesso)
- Serafino Corio, C.R. † (15 luglio 1669 - 21 aprile 1671 deceduto)
  - Giovanni Battista Rabbia, C.R. † (28 settembre 1671 - 19 gennaio 1672 deceduto) (vescovo eletto)[28]
- Bartolomeo Menatti † (11 settembre 1673 - 15 marzo 1702 deceduto)
- Ortensio Visconti † (12 giugno 1702 - 13 giugno 1725 deceduto)
- Carlo Ambrogio Mezzabarba † (23 luglio 1725 - 7 dicembre 1741 deceduto)
- Giuseppe Gallarati † (18 aprile 1742 - 14 aprile 1765 dimesso)
- Salvatore Andreani, B. † (22 aprile 1765 - 1º aprile 1784 deceduto)
- Gianantonio Della Beretta † (14 febbraio 1785 - 16 febbraio 1816 deceduto)
  - Sede vacante (1816-1819)
- Alessandro Maria Pagani † (27 settembre 1819 - 27 giugno 1835 deceduto)
  - Sede vacante (1835-1837)
- Gaetano Benaglia † (2 ottobre 1837 - 13 giugno 1868 deceduto)
  - Sede vacante (1868-1871)
- Domenico Maria Gelmini † (24 novembre 1871 - 25 gennaio 1888 deceduto)
- Giovanni Battista Rota † (1º giugno 1888 - 24 febbraio 1913 deceduto)
- Pietro Zanolini † (8 luglio 1913 - 6 dicembre 1923 deceduto)
- Ludovico Antomelli, O.F.M. † (24 marzo 1924 - 19 giugno 1927 deceduto)
- Pietro Calchi Novati † (8 luglio 1927 - 11 giugno 1952 deceduto)
- Tarcisio Vincenzo Benedetti, O.C.D. † (11 novembre 1952 - 24 maggio 1972 deceduto)
- Giulio Oggioni † (28 settembre 1972 - 20 maggio 1977 nominato vescovo di Bergamo)
- Paolo Magnani † (27 luglio 1977 - 19 novembre 1988 nominato vescovo di Treviso)
- Giacomo Capuzzi † (7 marzo 1989 - 14 novembre 2005 ritirato)
- Giuseppe Merisi (14 novembre 2005 - 26 agosto 2014 ritirato)
- Maurizio Malvestiti, dal 26 agosto 2014

## Statistiche
La diocesi nel 2023 su una popolazione di 284.645 persone contava 268.941 battezzati, corrispondenti al 94,5% del totale.
| anno | popolazione | popolazione | popolazione | presbiteri | presbiteri | presbiteri | presbiteri                | diaconi | religiosi | religiosi | parrocchie |
| anno | battezzati  | totale      | %           | numero     | secolari   | regolari   | battezzati per presbitero | diaconi | uomini    | donne     | parrocchie |
| ---- | ----------- | ----------- | ----------- | ---------- | ---------- | ---------- | ------------------------- | ------- | --------- | --------- | ---------- |
| 1950 | 205.400     | 205.491     | 100,0       | 351        | 320        | 31         | 585                       |         | 50        | 744       | 115        |
| 1970 | 209.000     | 209.400     | 99,8        | 323        | 293        | 30         | 647                       |         | 40        | 600       | 122        |
| 1980 | 215.000     | 215.300     | 99,9        | 285        | 264        | 21         | 754                       |         | 36        | 700       | 125        |
| 1990 | 219.173     | 219.695     | 99,8        | 265        | 242        | 23         | 827                       |         | 36        | 518       | 125        |
| 1999 | 240.439     | 242.372     | 99,2        | 247        | 222        | 25         | 973                       |         | 31        | 360       | 127        |
| 2000 | 241.034     | 242.954     | 99,2        | 243        | 218        | 25         | 991                       |         | 31        | 348       | 127        |
| 2001 | 246.128     | 248.403     | 99,1        | 236        | 213        | 23         | 1.042                     |         | 29        | 324       | 127        |
| 2002 | 249.087     | 251.583     | 99,0        | 233        | 213        | 20         | 1.069                     |         | 25        | 322       | 127        |
| 2003 | 251.230     | 254.059     | 98,9        | 230        | 211        | 19         | 1.092                     |         | 23        | 316       | 127        |
| 2004 | 253.166     | 256.855     | 98,6        | 228        | 209        | 19         | 1.110                     |         | 23        | 302       | 126        |
| 2013 | 272.900     | 286.469     | 95,3        | 204        | 190        | 14         | 1.337                     | 3       | 17        | 192       | 123        |
| 2016 | 277.825     | 291.737     | 95,2        | 200        | 186        | 14         | 1.389                     | 3       | 16        | 186       | 123        |
| 2019 | 277.578     | 291.116     | 95,3        | 190        | 174        | 16         | 1.460                     | 3       | 16        | 152       | 123        |
| 2021 | 271.689     | 285.510     | 95,2        | 169        | 158        | 11         | 1.607                     | 4       | 15        | 138       | 123        |
| 2023 | 268.941     | 284.645     | 94,5        | 159        | 148        | 11         | 1.691                     | 6       | 12        | 135       | 123        |